# Dramane Diarra
Pour les articles homonymes, voir Dramane Diarra.
Dramane Diarra, né le 19 novembre 1980 à Paris en France, est un joueur français de basket-ball de 2,03 m, évoluant au poste de pivot.

## Biographie

### La jeunesse

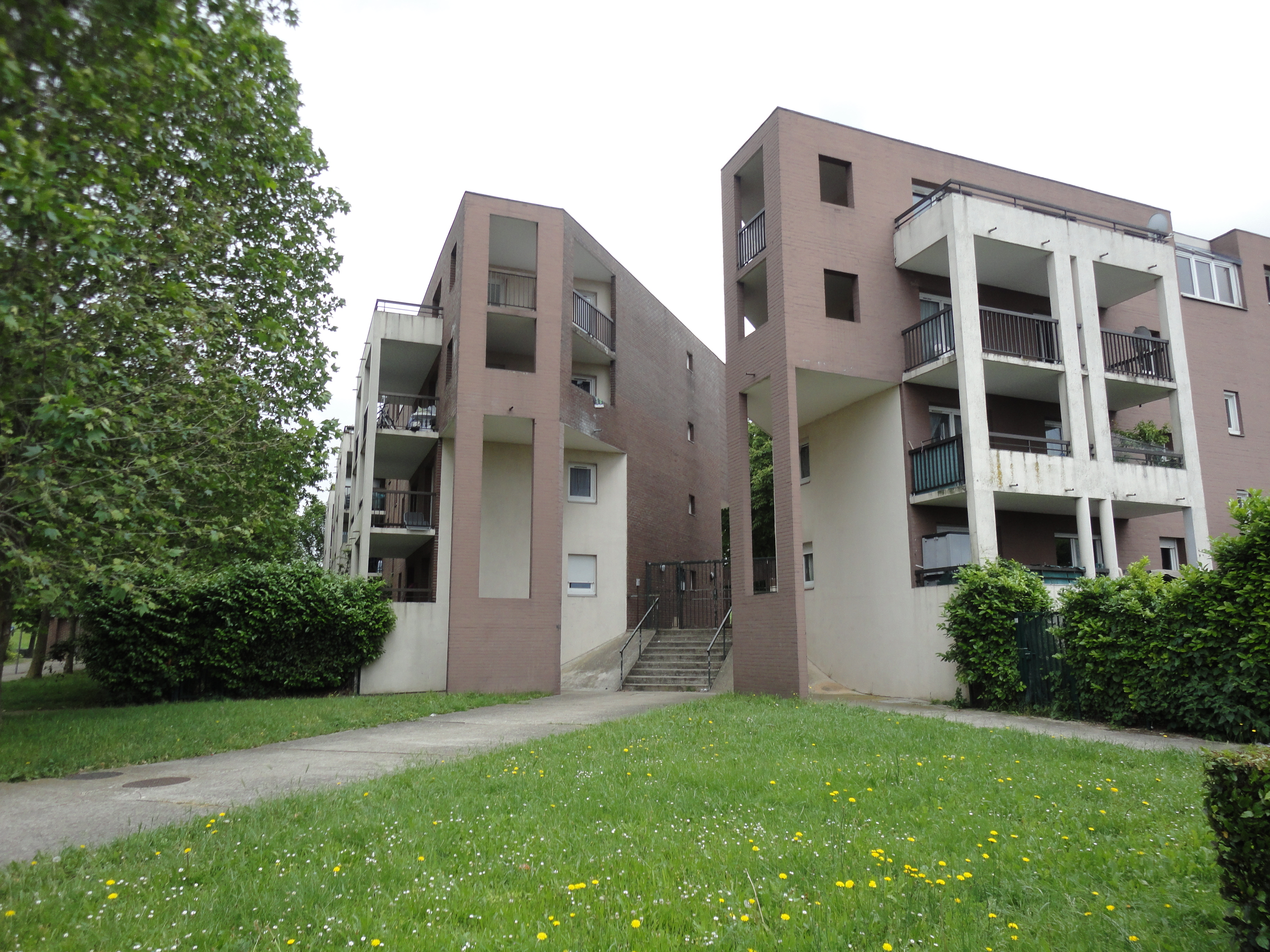
Le quartier où a grandi Dramane Diarra

Originaire de Paris, c'est à Torcy que Dramane Diarra passe son enfance, où il fréquente l'école primaire Jean Zay et le collège Jean Monnet.
Dramane Diarra découvre la balle orange très jeune. Avant, il jouait tantôt au football, tantôt au basket avec des amis, dans la rue. Comme il grandit à vue d'œil, il opte définitivement pour ce sport, et s'inscrit dans le club de basket-ball de Torcy. Grâce à lui, l'équipe locale évolue en  Excellence régionale en Seine-et-Marne.

### Le début de la gloire
Puis tout s'accélère. En 2000, il rejoint le centre de formation de Limoges. Il dispute ainsi 9 rencontres avec les professionnels du Limoges CSP comme Malik Dixon lors de la saison 2000-2001. À la fin de la saison, Dramane Diarra décroche le titre de champion de France de Pro B.

### L'aventure américaine
En 2001, Dramane Diarra choisit ensuite de s’expatrier aux États-Unis pour poursuivre sa formation. Il atterrit dans le Kansas, au Junior College de Cloud County. Deux ans plus tard, il rejoint l'Université de Kansas State, où il joue avec les Wildcats en National Collegiate Athletic Association (NCAA : championnat universitaire américain) pendant trois ans.
En 2003, dès son intégration chez les Wildcats, Dramane Diarra est suspendu dès le mois de novembre, à la suite de l'investigation de la NCAA concernant sa participation à une équipe en France, sous le maillot du Limoges CSP en l'occurrence.
La NCAA l'a déclaré inéligible parce qu'il a déjà joué dans une équipe pro en France et que donc la NCAA considère Dramane Diarra comme professionnel. Mais le directeur sportif du Kansas State Wildcats, Tim Weiser, déclare que Dramane Diarra était en formation à Limoges, et qu'il a reçu seulement une compensation pécuniaire pour ses prestations.
En janvier 2004, la controverse sur inéligibilité de Dramane Diarra cesse et sa qualité d'amateur est reconnu.
Après une année de redshirt à cause de ce contretemps administratif et une blessure à la cheville, Dramane Diarra reprend la compétition avec les Wildcats.
Mais son équipe subit 5 défaites par 2 points ou moins qui l'empêchent de participer à la March Madness.

### Le championnat français
En cinq années sur le Vieux continent, il écume les clubs français.
En 2006, il entre au club de Reims Champagne Basket, où il prend la succession de Frédéric Adjiwanou, mais pendant la saison, Dramane Diarra se blesse à la cheville, ce qui précipite son départ du club rémois.
Puis en 2007, Dramane Diarra est recruté au club de Aix Maurienne Savoie Basket.
En 2008, Dramane joue dans l'équipe de pro B de Saint-Vallier Basket Drôme pendant deux saisons, où il est un pilier de l'équipe avec Mamadou Sy. D'ailleurs, Dramane Diarra est capitaine de l'équipe de Saint-Vallier lors de la saison 2009-2010.
En 2009, l'équipe de Saint-Vallier organise l'opération une équipe/un parrain, où chaque joueur de l'équipe parraine une équipe de jeunes. À cette occasion, Dramane Diarra est le parrain de l'équipe de « Baby Basket ».
En février 2009, Dramane Diarra s'est blessé à la main à l'entraînement juste avant le  match de championnat Paris-Levallois Basket contre Saint-Vallier. Par son absence, l'équipe perd 89 à 75.
En mai 2010, Dramane Diarra signe au Boulazac Basket Dordogne. Le 15 septembre 2010 à La Rochelle, Dramane Diarra est durement blessé en se luxant l'épaule lors de la préparation d'avant-saison.
De retour au Saint-Vallier Basket Drôme pour la saison 2011 - 2012.

## Clubs successifs
- ?   - 2000 :  Torcy
- 2000 - 2001 :  Limoges CSP (Pro B)
- 2001 - 2002 :  Cloud County
- 2003 - 2006 :  Kansas State Wildcats NCAA
- 2006 - 2007 :  Reims Champagne Basket (Pro A)
- 2007 - 2008 :  Aix-Maurienne (Pro B)
- 2008 - 2010 :  Saint-Vallier (Pro B)
- 2010 - 2011 :  Boulazac (Pro B)
- 2011 - 2013 :  Saint-Vallier (Pro B)
- 2013 - 2015 :  Vevey Riviera Basket (LNB)
- 2015 - 2017 :  Pully Basket (LNB)
- 2017 - 2018 :  Morges St Prex (LNB)

## Palmarès
- Champion de France Pro B en 2001